# Comisión Chilena de Energía Nuclear
La Comisión Chilena de Energía Nuclear (CCHEN) es el organismo gubernamental del Estado de Chile dependiente del Ministerio de Energía, encargado de regular, autorizar y fiscalizar toda actividad nuclear y radioactiva que se desarrolle en el país.

## Historia
El 16 de abril de 1964, mediante el Decreto Supremo N°432, en el gobierno de Jorge Alessandri Rodríguez, fue creada la Comisión Nacional de Energía Nuclear, que luego pasó a denominarse Comisión Chilena de Energía Nuclear en 1965, al amparo de la Ley N°16.319, como continuadora legal de la anterior.
En sus inicios dependió del Ministerio de Minería pero, a partir de 2010, con la creación del Ministerio de Energía, comenzó a depender de esta cartera ministerial.
La institución, dirigida y administrada por un Consejo Directivo y un Director Ejecutivo, elegido por Alta Dirección Pública, desarrolla actividades en materia de investigación de diversas áreas, como salud, industria, minería, agricultura y alimentación, donde la energía nuclear es utilizada con fines pacíficos.

## Misiones, objetivos y funciones
- Atender los problemas relacionados con la producción, adquisición, transferencia, transporte y usos pacíficos de la energía atómica y de los materiales fértiles, fisionables y radiactivos.
- Regular, fiscalizar y controlar, desde el punto de vista de la seguridad nuclear y radiológica, las instalaciones nucleares y las instalaciones radiactivas relevantes en todo el país.
- Asesorar al Supremo Gobierno en todos los asuntos relacionados con la energía nuclear y, en especial, en el estudio de tratados, acuerdos y convenios con otros países u organismos internacionales; en la contratación de créditos o ayudas para los fines mencionados; en el estudio de disposiciones legales o reglamentarias relacionadas con el régimen de propiedad de los yacimientos de minerales, de materias fértiles, fisionables y radiactivos, con los peligros de la energía nuclear y con las demás materias que están a su cargo.
- Elaborar y proponer al Supremo Gobierno los Planes Nacionales para la investigación, desarrollo, utilización y control de energía nuclear en todos sus aspectos.
- Ejecutar, por sí o de acuerdo con otras personas o entidades, los planes a que se refiere la letra b).
- Fomentar, realizar o investigar, según corresponda y con arreglo a la legislación vigente, la exploración, la explotación y el beneficio de materiales atómicos naturales, el comercio de dichos materiales ya extraídos y de sus concentrados, derivados y compuestos, al acopio de materiales de interés nuclear, y la producción y utilización, con fines pacíficos, de la energía nuclear en todas sus formas, tales como su aplicación a fines médicos, industriales o agrícolas y la generación de energía eléctrica y térmica.
- Propiciar la enseñanza, investigación y difusión de la energía nuclear.
- Colaborar con el Servicio Nacional de Salud en la prevención de los riesgos inherentes a la utilización de la energía atómica, especialmente en los aspectos de higiene ocupacional, medicina del trabajo, contaminación ambiental, contaminación de los alimentos y del aire.
- Mantener un sistema efectivo de control de riesgo para la protección de su propio personal, y para prevenir y controlar posibles problemas de contaminación ambiental dentro y alrededor de instalaciones nucleares.
- Ejercer en la forma que determine el Reglamento, el control de la producción, adquisición, transporte, importación y exportación, uso y manejo de los elementos fértiles, fisionables y radiactivos.

## Infraestructura
La CCHEN cuenta con una Sede Central, ubicada en el Centro de Estudios Nucleares (CEN) La Reina (Av. Bilbao 12.501, Las Condes), además del Centro de Estudios Nucleares Lo Aguirre y la Sede Amunátegui. Sobre los Centros de Estudios Nucleares:
- CEN La Reina, donde opera desde 1974 el Reactor Experimental Chileno 1 (RECH-1) y un ciclotrón ((Cyclone 18/9) que produce radioisótopos para uso industrial y médico.
- CEN Lo Aguirre, donde se ubica el Reactor Experimental Chileno 2 (RECH-2) que funcionó entre 1977 a 2010. En este último año se retiró el combustible nuclear del núcleo y enviado a EE. UU. Fue creado como resultado de la cooperación del Centro de Estudios Nucleares del Ejército (CENE) y la Junta de Energía Nuclear de España en 1972 hasta la creación de la CCHEN en 1976.

## Investigación y Aplicaciones Nucleares
El área de investigación y desarrollo en el ámbito científico-tecnológico nuclear permite a la Comisión generar conocimiento, aplicaciones y nuevas capacidades, a fin de mantener las potencialidades actuales y generar nuevos beneficios a la sociedad. En suma, esta área es el motor mediante el cual la Comisión crea valor útil en diferentes formas, robustece su labor, consolida sus habilidades y permite que su desempeño genere un impacto creciente en la sociedad, objetivo último de su quehacer. Por conveniencia, la investigación y desarrollo se ve materializada en aplicaciones nucleares y radiológicas, tecnologías, materiales y fusión nuclear:
- En el segmento de aplicaciones, su dedicación se focaliza en usos en agricultura, salud, hidrología, alimentos, medioambiente, minería e industria, desarrollando proyectos que utilizan la energía nuclear y las radiaciones ionizantes, así como técnicas analíticas que se relacionan con estas. Una gran parte de sus actividades se centra en aplicar, difundir e incrementar técnicas y procesos y constituirse como alternativas viables para la innovación y mejoras de procesos productivos.
- En el segmento de tecnologías y materiales nucleares, el objeto es generar y/o disponer de conocimientos y capacidades en la ciencia y tecnologías del ciclo del combustible nuclear para reactores experimentales y de potencia, incluyendo actividades desde la minería del uranio hasta la gestión del combustible gastado y la investigación y desarrollo en materiales y combustibles. Adicionalmente, un área de particular interés se relaciona con los efectos térmicos, de radiaciones y de ambiente de desempeño, sobre los materiales estructurales y combustible en reactores, para propio uso de la Comisión y para umplimiento de su natural rol de organismo de soporte técnico (particularmente, si se diera un escenario de nucleoelectricidad) y de asesoría al gobierno.
- En la ciencia de la fusión nuclear, el desarrollo de investigación básica y la exploración de aplicaciones constituyen tareas que se han consolidado en la Comisión y generado un posicionamiento de referencia, para un segmento de esta área. Su desenvolvimiento incluye temas en la física de plasmas, las radiaciones pulsadas y tópicos relacionados, contribuyendo, además, a la enseñanza y la difusión en dichos ámbitos. Los estudios y proyectos de investigación en estos temas se desarrollan en conjunto con universidades y centros de investigación, generando un importante patrimonio de conocimiento para el país.
- Además de las áreas indicadas, tradicionalmente desarrolladas en la Comisión, la evolución del tema energético ha implicado un creciente esfuerzo para nuestra institución. Así, en conformidad a lo que la ley le establece, la CCHEN debe estar en condiciones de asesorar al Estado de Chile y a la sociedad en general, en sus diferentes componentes, sobre los temas relacionados con la aplicación de la energía nuclear para producción de electricidad, de acuerdo al alcance que se establezca. Su principal objetivo debe ser el de constituirse como organismo experto, capaz de proporcionar, sistemáticamente, toda la información necesaria que permita a nuestra sociedad tomar una decisión informada y responsable respecto a los temas relacionados con la energía nuclear de potencia.